# ロネンベルク
ロネンベルク (ドイツ語: Ronnenberg, ドイツ語発音: [ˈrɔnənbɜrk] ( 音声ファイル)) はドイツ連邦共和国ニーダーザクセン州ハノーファー広域連合に属す市である。

## 地理

### 位置
ロネンベルク市はカレンベルガー・ラントに位置する。最も高い場所は、ベンテ地区の西にあるベンター・ベルクである。

### 市の構成
ロネンベルク市は以下の市区で構成される。括弧内は2021年9月30日現在の人口である。
| - ロネンベルク（中核市区）（6,921人） - エンペルデ（行政機関所在地）（11,863人） - イーメ＝ロロフェン（945人） - リンデルテ（560人） - フェリー（245人） - ヴェーツェン（2,288人） - ベンテ（1,820人） |

### 土地利用
- 農地: 2,511 ha (66.5%)
- 宅地・自由地: 533 ha (14.1%)
- 交通用地: 301 ha (8.0%)
- 森林: 291 ha (7.7%)
- レジャー用地: 98 ha (2.6%)
- 水域: 2 ha (0.1%)
- その他: 39 ha (1.0%)

出典: 2015年12月31日現在の土地利用区分

### 隣接する市町村
ロネンベルク市は、北はゼールツェ、東はハノーファー、南東はヘンミンゲン、南はシュプリンゲ、南西はヴェンニグセン (ダイスター)、西はゲールデンと境を接している。

## 歴史
ロネンベルクという地名はインドゲルマン語時代に成立したもので、紀元前にその由来を持つ。地名研究家ユルゲン・ウドルフのこの説は、考古学者トビアス・ゲルトナーによってこの集落がラ・テーヌ時代後期に成立したと同定されたことで補強された。紀元前後の時代にロネンベルク・ベーケンの集落は安定化し、以後2000年間集落として継続することとなった。

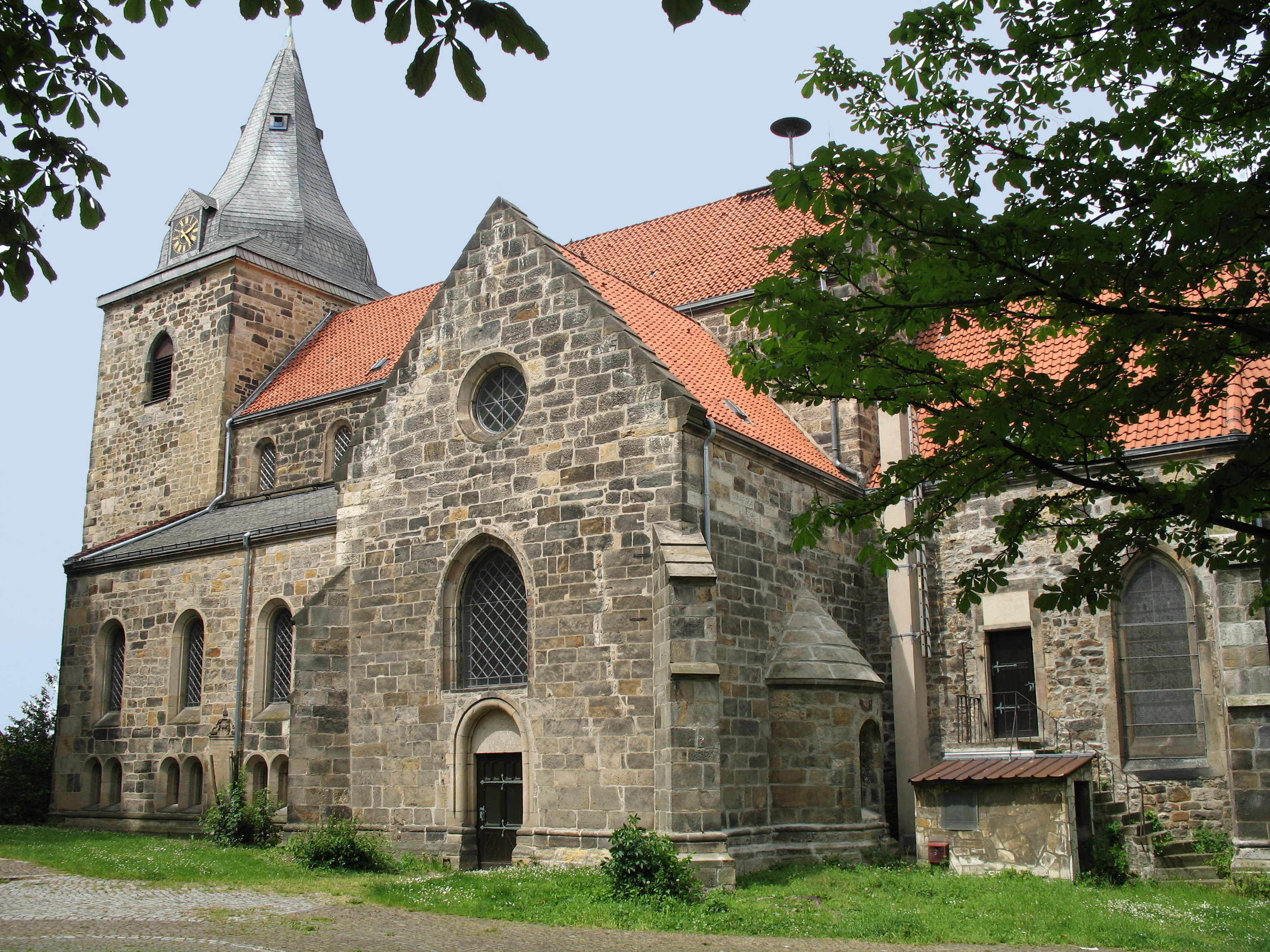
ミヒャエリス教会

初期の古文書は通常、その集落の本当の古さを表してはいない。エンペルデとロネンベルクが9世紀に登場し、その後10世紀からロネンベルクが継続的に現れる。ロネンベルクは968年のルニベルグン文書に、ヴィドゥキント・フォン・コルヴァイによって初めて記述された。ロネンベルク集落はこの時代には、教会の中心地および裁判の開催地としても重要であった。ミヒャエリス教会は12世紀に建設された。その外壁にはメロヴィング様式およびランゴバルト様式の要素を持つボニファティウス礼拝堂の玄関が転用された。この礼拝堂は1078年の記録が遺る。ロネンベルクは1466年にカレンベルガー・ラントで最上級の領邦裁判所の所在地となった。
宗教改革によってカレンベルガー・ラントにプロテスタントの信仰が普及した。宗教改革家アントニウス・コルヴィヌスやその他の人物が教会、学校、法制を福音主義＝ルター派の教義に沿って整備した。コルヴィヌスはパッテンゼンに本部を置く教区監督官に任命された。1543年にロネンベルクで大がかりな教会会議が行われた。1589年に福音主義＝ルター派の教会クライス・ロネンベルクが成立した。これ以後ロネンベルクは、同時に設けられたロネンベルク監督管区の本部所在地となった。
ロネンベルクは、ナポレオンの時代にフランスの軍政下に置かれ、1810年に新設されたヴェストファーレン王国に、1814年には新設されたハノーファー王国に、1866年からはプロイセン王国に属した。この頃に農業改革と新たな営業法規によって急速な経済的飛躍の基礎が築かれた。1872年の鉄道ハノーファー - アルテンベーケン線の開通とほぼ時を同じくして、製糖とカリ鉱業による工業化が始まった。
ドイツ帝国の他の地域とは対照的に、カレンベルガー・ラントは1918年の帝国崩壊後の政治的・社会的混乱の影響をほとんど受けなかった。1920年代後半の通貨改革後に住民の状況は全般的に徐々に改善されていった。農業に従事する住民の比率は着実に減少し、多くの手工業者や商人が定着していった。
1929年にロネンベルクのミニステリアーレ家の紋章が、ロネンベルクの町の公式な紋章とされた。
1933年以後ロネンベルクも国家社会主義による独裁支配が濃厚になった。1937年から1939年までに25人が追放され、これによりロネンベルクのシナゴーグ・コミュニティ全員が追放された。追放者のうち3人がホロコーストで命を落とした。残りの人々は、スイス、フランス経由でアメリカ合衆国へ逃れた。2005年と2019年に、合わせて25基の「つまづきの石」がロネンベルクに設置された。ロネンベルクのユダヤ人墓地には1846年から1933年まで埋葬が行われていた。2001年と2019年にここに3基の象徴的な墓石が建立された。1942年からの爆撃戦では、エンペルデはハノーファーやダイナマイト・ノーベルの弾薬工場に比較的近かったため大きな打撃を被ったが、現在ロネンベルクの市区となっているそれ以外の地域は比較的軽微な被害であった。1945年4月8日から9日にかけての夜間にヴェーツェンがアメリカ合衆国軍によって解放されたが、ドイツ軍の2時間にわたる激しい砲撃を受けた。
第二次世界大戦後、故郷を逐われた人々によって人口は拡大した。ハノーファー広域連合による1950年の人口調査によれば、現在のロネンベルクの市区を形成している7つの町のいずれにおいても人口の約 40 % を被追放者や移住者が占めていた。エンペルデには旧ドイツ東部領土から追放された人々のために、ハノーファー広域連合最大の難民収容所が設けられた。ここに流入した亡命者、難民、被追放者がロネンベルクの発展に大きく貢献した。人口はほぼすべての地区で倍増した。特に、ロネンベルク、エンペルデ、ヴェーツェン地区に留まった被追放者たちは、その後数年間に渡って地区の生活を形成していった。
ロネンベルクと周辺町村であったベンテ、エンペルデ、リンデルテ、フェリー、ヴェーツェンが合併して1969年7月1日に新たな自治体ロネンベルクが成立した。1974年3月1日にイーメ＝ロロフェンがこれに加わった。ロネンベルクは、1975年12月12日に都市権を得た。
ロネンベルクは、2004年12月31日まで旧ハノーファー行政管区に属していた。これ以後ロネンベルクはハノーファー広域連合に属している。

### 工業化の始まり
19世紀になるまでロネンベルクと現在のその市区は、まず農業の町であった。工業化の最初の兆しは、1831年にエンペルデにレンガ工場を建設した起業家ヨハン・エーゲストルフによってもたらされた。その息子ゲオルク・エーゲストルフによってリンデンに設立されたエーゲストルフシェ雷管工場は、第一次世界大戦前に鉄道ハノーファー - アルテンベーケン線に近いエンペルでの空き地に移転した。これは現在の「ヴォーンパルク・アム・ゼー」にあたる。1928年に停止された生産は、1938年に国防軍の再軍備に伴い新たな所有者であるダイナマイト AG（旧アルフレッド・ノーベル & Co）によって再開された。1945年の終戦後には、テレフンケンを含むいくつかの会社がこの敷地内の建物やバラックを利用した。さらに1980年代に現在の住宅建設地としての開発が始まった。

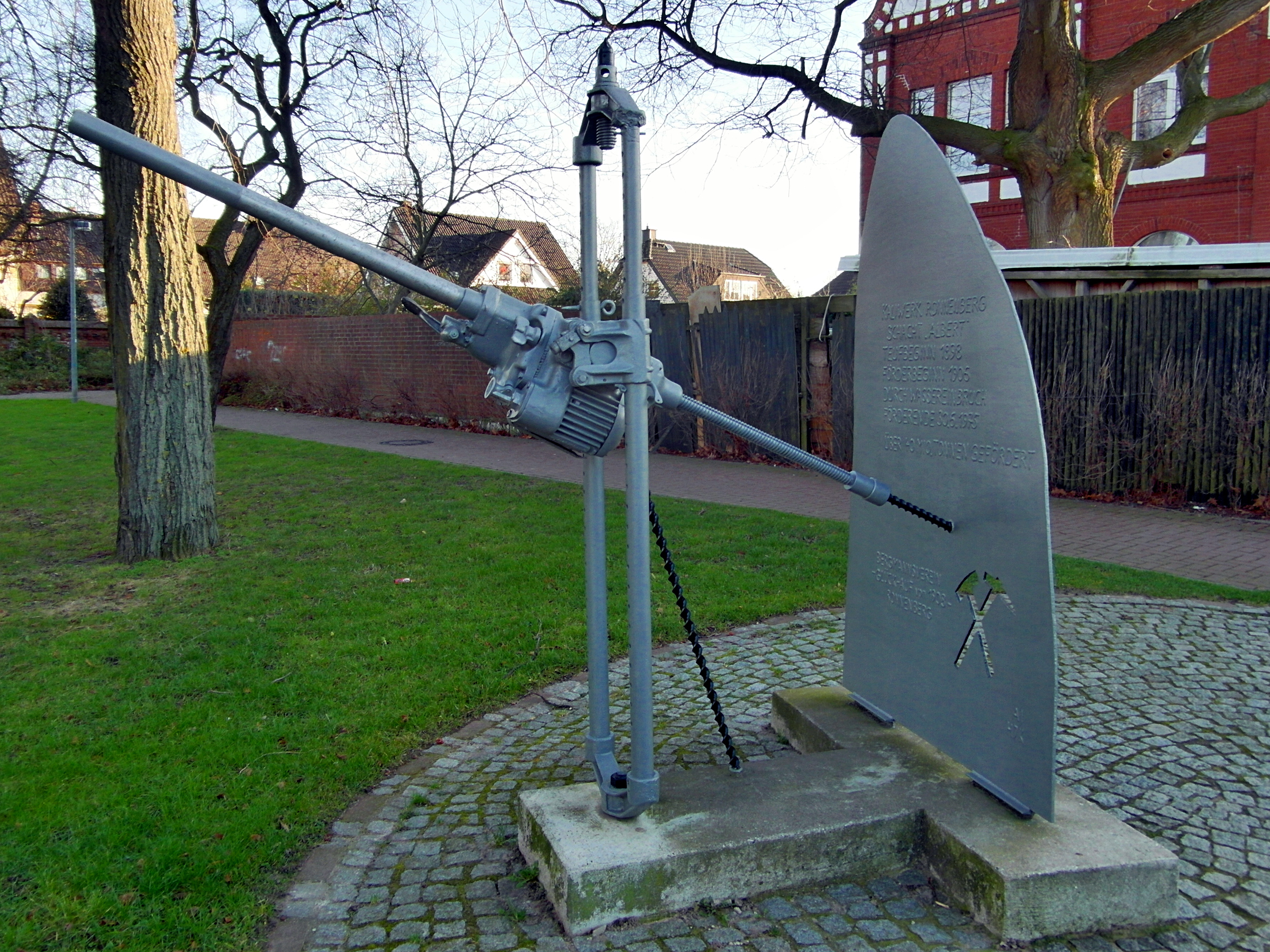
ロネンベルク・カリ工場本支社近くに、鉱夫クラブによって建立されたアルベルト記念碑

### 鉱業
1100年にはすでに、現在のエンペルデ地区で岩塩の採掘が行われていた。しかしロネンベルクにおける採塩の本格的な歴史は、ユストゥス・フォン・リービヒの研究によりカリ塩が農業用の人工ミネラル肥料としていかに重要であるかが示された19世紀になって始まった。
1894年に、カリ工場「ハンザ＝ジルバーベルク」のためにエンペルデで初めてボーリングが行われた。4年後にロネンベルクで「アルベルト坑」の建設が始まり、1905年12月6日に稼働を開始した。1960年代末から水が坑道内に流入するようになり、1975年についに水脈が坑道壁を突き破った。被害は甚大でこの鉱山を放棄せざるを得なかった。採掘により、ロネンベルクの市域では様々な地盤沈下や崩落が起こった。
塩のドームの一部は現在、天然ガスの貯蔵に利用されている。エンペルデのボタ山は現在瓦礫と腐葉土が積もり、再自然化が進んでいる。ロネンベルクカリ工場のボタ山は2005年9月までに大部分が撤去され、ヴォルフェンビュッテル近郊のアッセ坑に埋められた。残っているボタの扱いについてはまだ決定していない。

### 製糖業
1882年7月30日にこの地域の農民が集まり、農業合資会社を結成し、「ヴェーツェン製糖工場」が誕生した。カレンベルガー・ラントにはすでにゲールデンとベニングセンに工場があったが、ヴェーツェンでは1872年から存在していた鉄道が物流上の利点であった。
1883年にヴェーツェンの新しい工場で生産が始まった。第二次世界大戦後、この工場は近代化され、高さ 40 m の高層サイロが2基建設された。製糖業は発展し、キューバ産の原料をヴェーツェンで白糖に加工することもあった。しかしこの工場は、北ドイツの他の工場と同様に、南ドイツの新しい工場に対抗することができなかった。ヴェーツェンで最後のテンサイ加工は1986年秋に行われ、この工場は閉鎖された。

## 住民

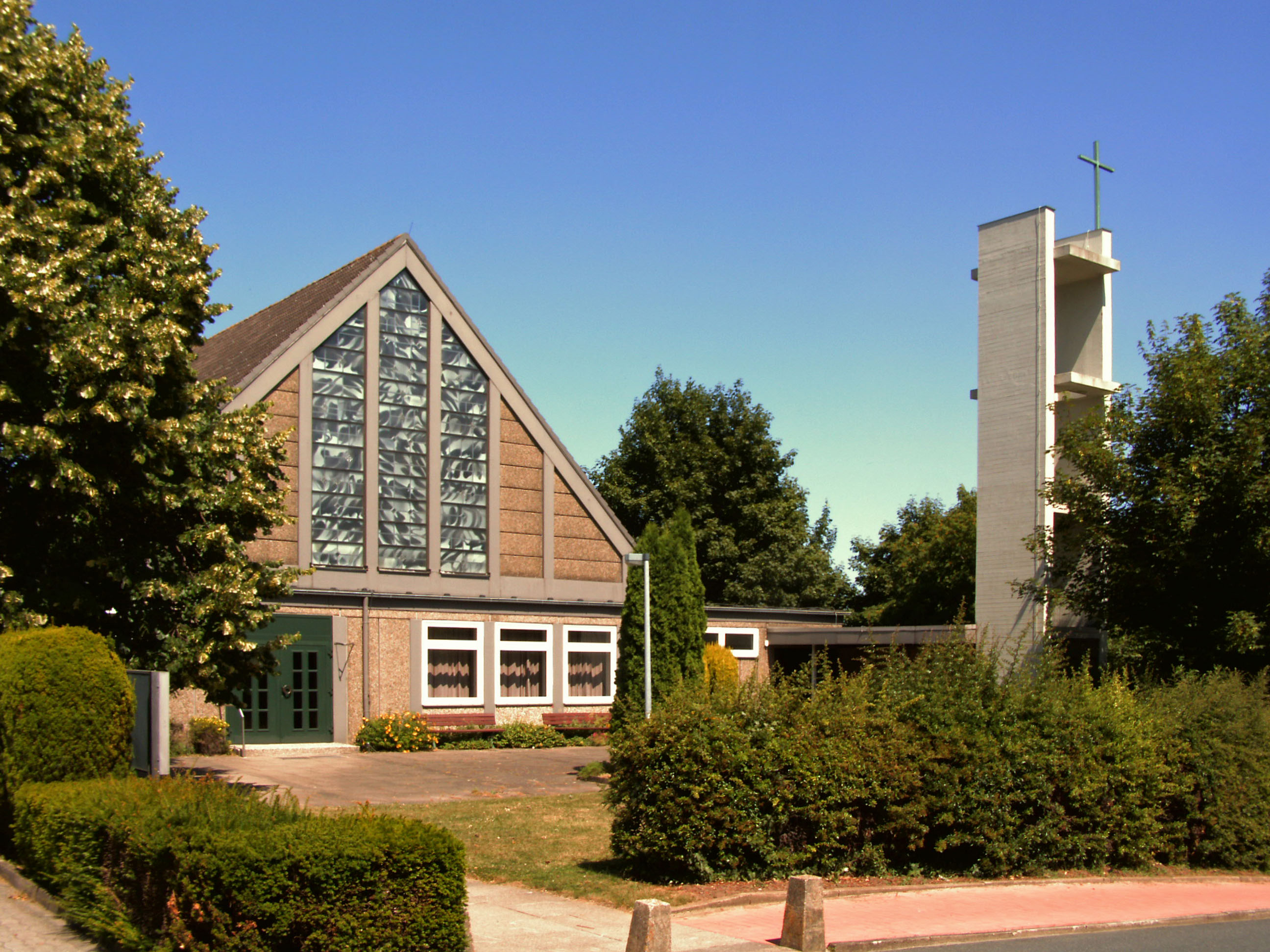
カトリックの聖トマス・モア教会

### 教会、宗教
- ハノーファー福音ルター派州教会のロネンベルク教会クライス。この教会クライスにはロネンベルクのミヒャエリス教会組織と、街の中心部にある同名の教会堂が属している。この他に、ロネンベルクの各市区に福音主義＝ルター派教会が存在する。ロネンベルク教会クライス事務所ではロネンベルク教会クライスとラーツェン＝シュプリンゲ教会クライスの運営を行っている。
- カトリックの聖トマス・モア教会はダイスター通りにある。この教会は1972年にヨーゼフ・フェーリヒの設計に基づいて、独立した鐘楼を持つプレハブ工法の教会として建設された。ヴェーツェンとエンペルデにもカトリック教会があったが、それぞれ2009年と2016年に世俗化された。カトリックの聖トマス・モア教区（ロネンベルク、ヴェーツェン、フェリー、リンデルテ、イーメ＝ロロフェン）と聖家族教区（エンペルデ）は、ハノーファー＝ミューレンベルクの聖マクシミリアン・コルベ教会区の支部教区となっている。ベンテ市区のカトリック教徒は、ゲールデンの聖ボニファティウス教区に属している。
- バウエルンヴィーゼンヴェーク28番地の新使徒教会（ドイツ語版、英語版）は、2011年に廃止された。最寄りの新使徒教会は、ハノーファー＝バーデンシュテットにある。
- ロネンベルクのトルコ・イスラム教会組織はエンペルデに本部を置いている。

## 行政

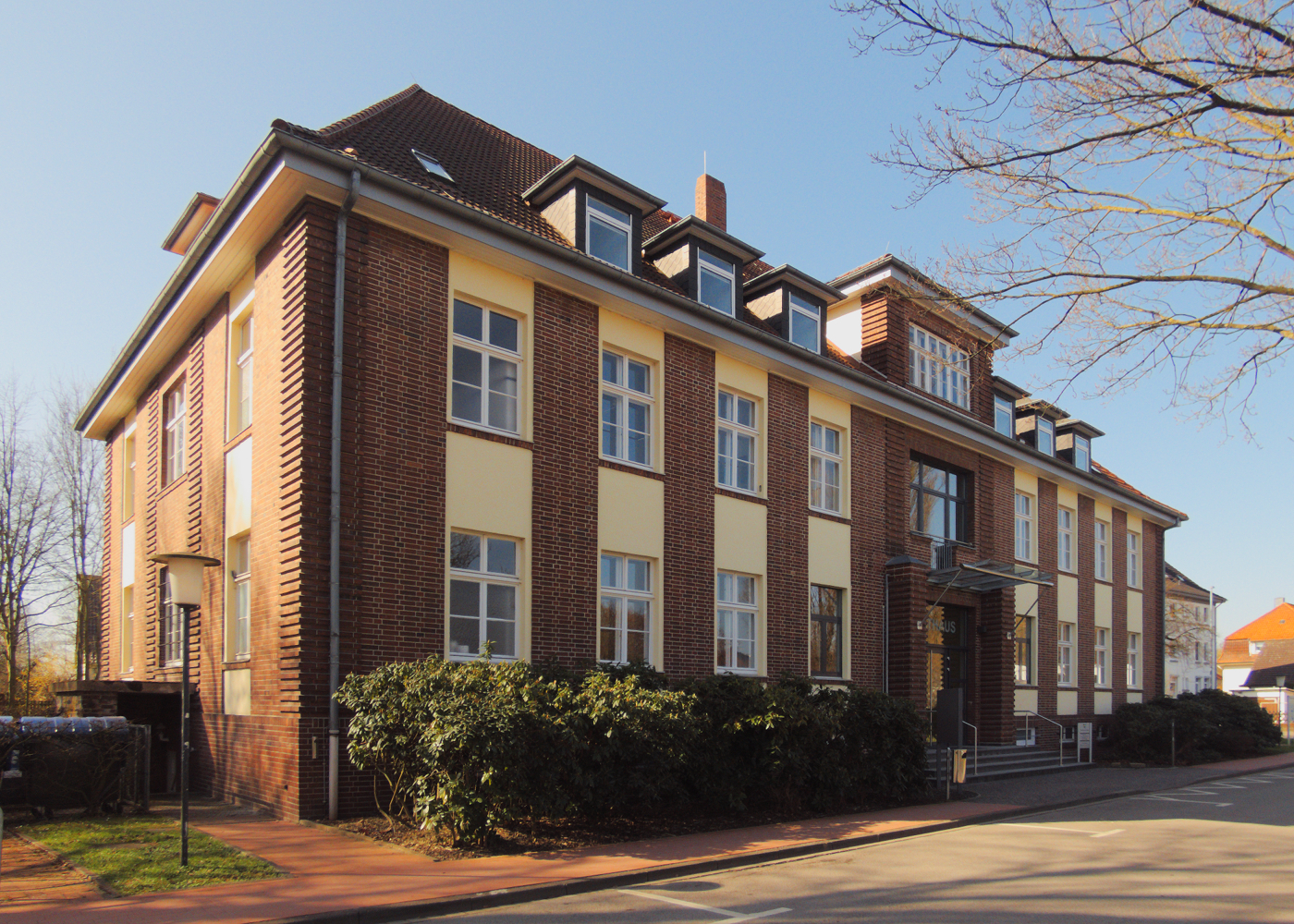
ロネンベルク市庁舎

### 議会
ロネンベルク市議会は、34議席からなる。これは人口20,001人から25,000人の自治体の議員定数である。議員は5年毎に住民による選挙で選出される。議会ではこの他に市長が参加する。

### 首長
2021年9月26日にマルロー・クラッツケ (SPD) がロネンベルクの市長に選出された。シュテファニー・ハームス (CDU) との決選投票でクラッツケは、56.868 % の支持票を獲得して当選した。この選挙の投票率は 61.2 % であった。

#### 過去の首長（1969年以後）
1975年までは町長、それ以後が市長である。
2001年までロネンベルクの町長/市長は、専任の自治体管理官の支援を受けて業務を行う名誉職であった。2001年に市長職と自治体管理官職が統合され、専任の市長となった。
- 1969年: ヴィリー・ラールフェス (SPD)
- 1969年 - 1971年: エルンスト＝ゲオルク・ヒューパー (SPD)
- 1971年 - 1981年: アルトゥール・ゾンマー (SPD)
- 1981年 - 1986年: ヘルマン・ハラー (CDU)
- 1986年 - 1995年: カール・クルーゼ (SPD)
- 1995年 - 1996年: ホルスト・ルドルフ (SPD)
- 1996年 - 2001年: パウル・ヴェーニヒ (SPD)
- 2001年 - 2013年: ヴォルフガング・ヴァルター (SPD)
- 2014年 - 2021年: シュテファニー・ハームス (CDU)[19]
- 2021年 - : マルロー・クラッツケ (SPD)[20]

この間の自治体管理官は、以下の通りである。
- 1969年 - 1981年: ホルト・ギュンター・フムベック
- 1981年 - 2001年: ベルンハルト・リッポルト

### 地区議会
ロネンベルク市の各市区には、4つの地区議会があり、合計24人の地区議会議員がいる。

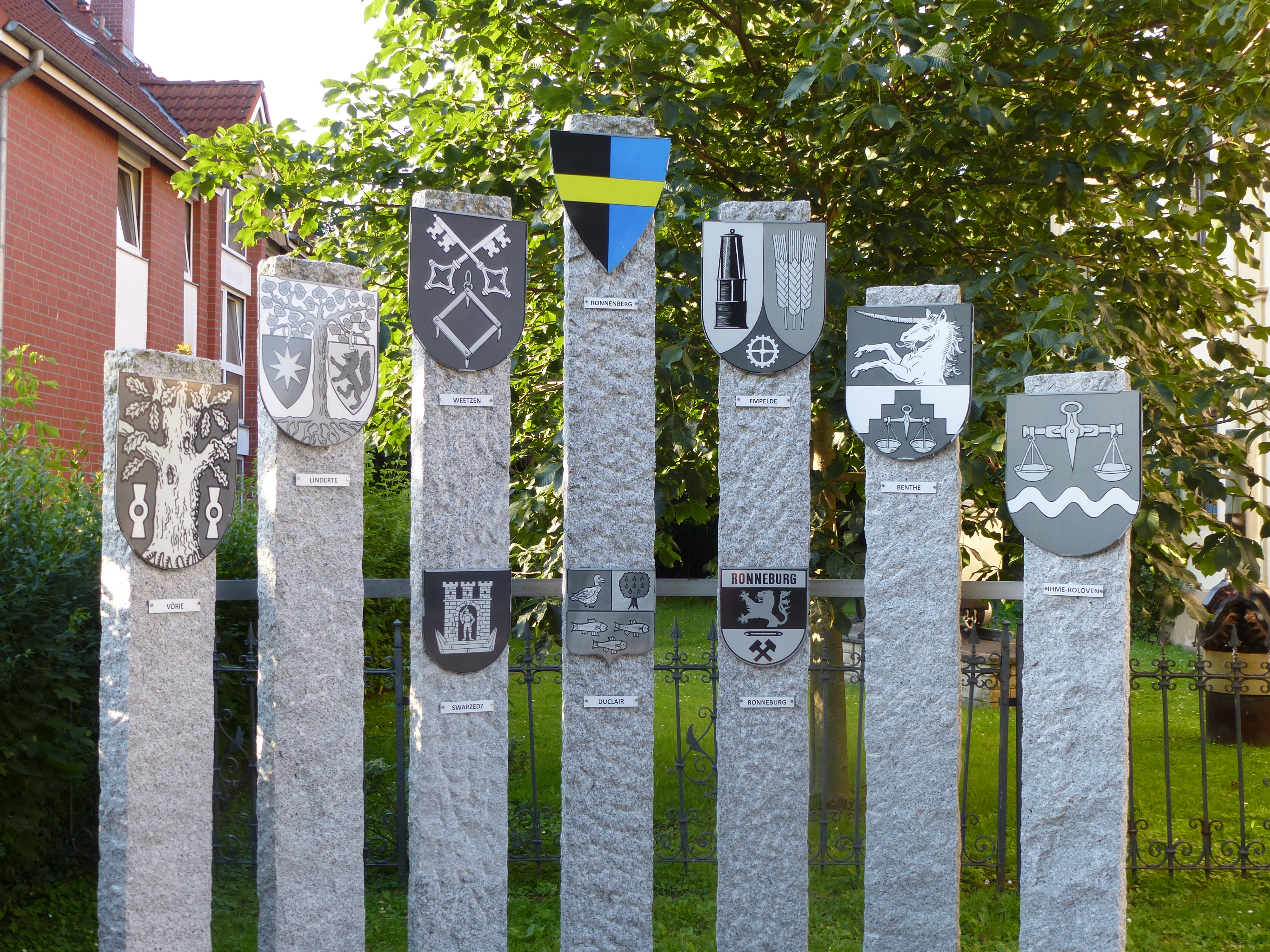
ロネンベルク市の各市区および姉妹都市の紋章

### 姉妹都市
ロネンベルク市は以下の都市と姉妹都市関係にある。
- デュクレール（フランス語版、英語版）（フランス、セーヌ＝マリティーム県）1968年
- スファジェンツ（ポーランド語版、英語版）（ポーランド、ヴィエルコポルスカ県）1991年
- ロネブルク（ドイツ語版、英語版）（ドイツ、テューリンゲン州）1991年

以下の都市はイーメ＝ロロフェンとの間で姉妹協定を締結している。
- ラヌ（フランス語版、英語版）（フランス、オルヌ県）

## 経済と社会資本

### 経済
カリ採掘と製糖業が終焉した後、ロネンベルクでは、商業およびサービス業の企業が主に定着している。2019年6月現在、4,845人がこの街で働いている。3,740人が他の市町村から本市に、8,092人が本市から他の市町村に通勤している。

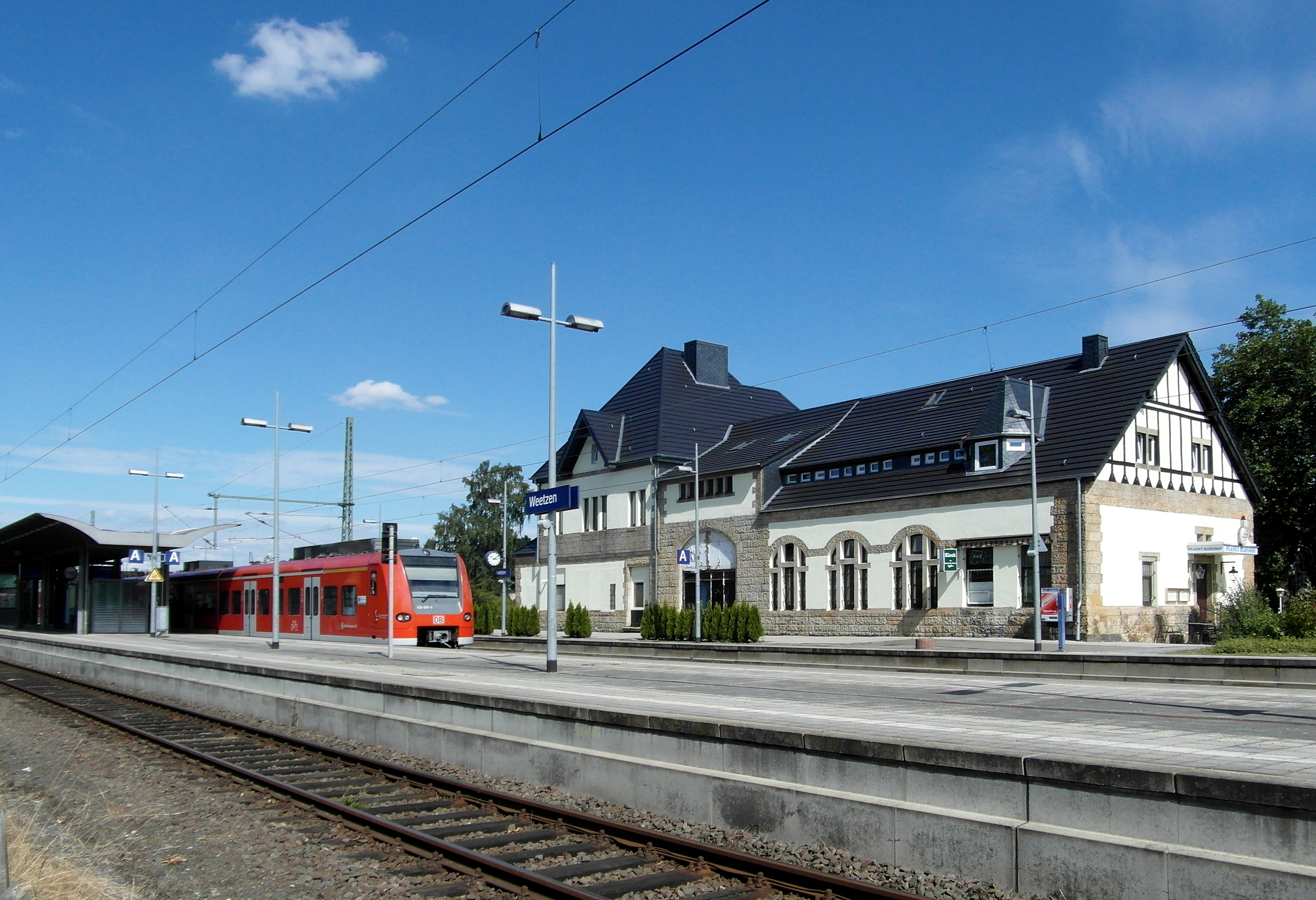
ヴェーツェン駅

ロネンベルクの経済構造は以下の構成である。
- 商業および交通業: 36 %
- サービス業: 33 %
- 製造業: 30 %
- 農業: 1 %

### 交通
ロネンベルクは連邦道 B65号線および B217号線に直接面しており、アウトバーン A2号線や A7号線に短時間でアクセスできる。ハノーファー＝ランゲンハーゲン空港は、この街の北 16 km に位置している。
ロネンベルク駅、エンペルデ駅、リンデルテ駅、ヴェーツェン駅は鉄道ハノーファー - アルテンベーケン線の駅で、ヴェーツェン駅でこの路線からダイスター鉄道が分岐している。ハノーファーSバーンは、一定間隔でハステ - ハノーファー中央駅 - ヴンストルフを経由してミンデンあるいはニーンブルクに至るS1号線およびS2号線を運行している。
| 路線番号 | 行程 | 運行間隔 | 運行会社                   |
| -------- | --- | -------- | -------------------------- |
| S1       | ミンデン (ヴェストファーレン) - ビュッケブルク - キルヒホルステン - シュタットハーゲン - リントホルスト (シャウム＝リッペ) - ハステ (ハノーファー) - ヴンストルフ - デーデンゼン＝ギュンマー - ゼールツェ - レッター - ハノーファー＝ラインハウゼン - ハノーファー＝ノルトシュタット - ハノーファー中央駅 - ハノーファー・ビスマルクシュトラーセ - ハノーファー＝リンデン/フィッシャーホーフ - ハノーファー＝ボルヌム - エンペルデ - ロネンベルク - ヴェーツェン - レンミー - ヴェンニグセン (ダイスター) - エーゲストルフ (ダイスター) - キルヒドルフ (ダイスター) - バルジングハウゼン - ヴィニングハウゼン - バントルフ - バート・ネンドルフ - ハステ (ハノーファー) | 60分     | トランスデフ・ハノーファー |
| S2       | ニーンブルク (ヴェーザー) - リンスブルク - ハーゲン (ハノーファー) - アイルヴェーゼ - ノイシュタット・アム・リューベンベルゲ - ポッゲンハーゲン - ヴンストルフ - デーデンゼン＝ギュンマー - ゼールツェ - レッター - ハノーファー＝ラインハウゼン - ハノーファー＝ノルトシュタット - ハノーファー中央駅 - ハノーファー・ビスマルクシュトラーセ - ハノーファー＝リンデン/フィッシャーホーフ - ハノーファー＝ボルヌム - エンペルデ - ロネンベルク - ヴェーツェン - レンミー - ヴェンニグセン (ダイスター) - エーゲストルフ (ダイスター) - キルヒドルフ (ダイスター) - バルジングハウゼン - ヴィニングハウゼン - バントルフ - バート・ネンドルフ - ハステ (ハノーファー)    | 60分     | トランスデフ・ハノーファー |

ヴェーツェン駅からは、パーダーボルンからハーメルン - ハノーファー中央駅を経てハノーファー空港に至るS5号線も利用できる。
エンペルデ地区は、ハノーファーLRT網につながる9号線の終着駅で、ここから8本のバス路線がカレンベルガー・ラントの他の市町村や地区に運行している。

### 公共機関
- ヴェンニグセン (ダイスター) 区裁判所が、ロネンベルクを管轄する区裁判所である。本市は、ツェレ高等地方裁判所ハノーファー地方裁判所管区に含まれる。
- ロネンベルクにはハノーファー広域連合の3つの消防技術センターのうちの1つがある。

### 教育
カレンベルガー・ラントの最も古い教育機関は、ロネンベルクのキルヒェンヒューゲル（直訳: 教会の丘）と緊密に関係している。宗教改革時代の資料によれば、カトリックの時代にすでに学校がそこにあった。
カレンベルク公妃エリーザベトの命令により起案され、1543年の復活祭に行われた最初のプロテスタント教会会議の際に発表された、ロネンベルクに中央学校を建設するというアントニウス・コヴィヌスの指示書が遺されている。学校に長い距離を歩いて通う生徒たち（はじめは男子のみが通った）のために次第に各集落に分校が設けられ、1757年には女子も学ぶことが許された。
早くも1922年には「上級部門」が設けられた。中等学校のガイドラインが授業の指針となった。さらなる上級クラスは大変に人気があり、1955年に「差別化された中等教育」課程が設けられたが、他の町からの進学はブレーデンベック、ヴェンニグセン、ゲールデン、エンペルデ、ヴェットベルゲンの生徒に限られた。1957年から実科学校課程修了資格の取得が可能となり、1966年には実科学校として認められた。公式な名称は、Volksschule mit Förderstufe und Realschulzug（オリエンテーション課程と実科学校課程を持つ国民学校）とされた。1976年に基礎課程学校と実科学校に分離された。
この実科学校は1994年にマリー＝キュリー＝シューレという名称になり、オーバーシュトゥーフェを持つ共同型総合学校 (KGS) となった。KGS ロネンベルクは2004年から全日制学校となり、1498人が在籍している（2017年現在）。
ロネンベルクには以下の学校がある。
- 基礎課程学校 4校
  - ベンテ基礎課程学校
  - ロネンベルク基礎課程学校
  - レーゲンボーゲンシューレ・ヴェーツェン
  - テオドール＝ホイス＝シューレ・エンペルデ
- 養護学校ゼルマ＝ラガーレフ＝シューレ・エンペルデ
- 共同型総合学校マリー＝キュリー＝シューレ
  - 第5学年 - 第6学年: ロネンベルク
  - 第7学年 - 第13学年: エンペルデ

この他のロネンベルク、エンペルデ、ヴェーツェンの教育機関として、カレンベルガー・ラント市民大学とカレンベルガー音楽学校がある。

## 文化と見どころ

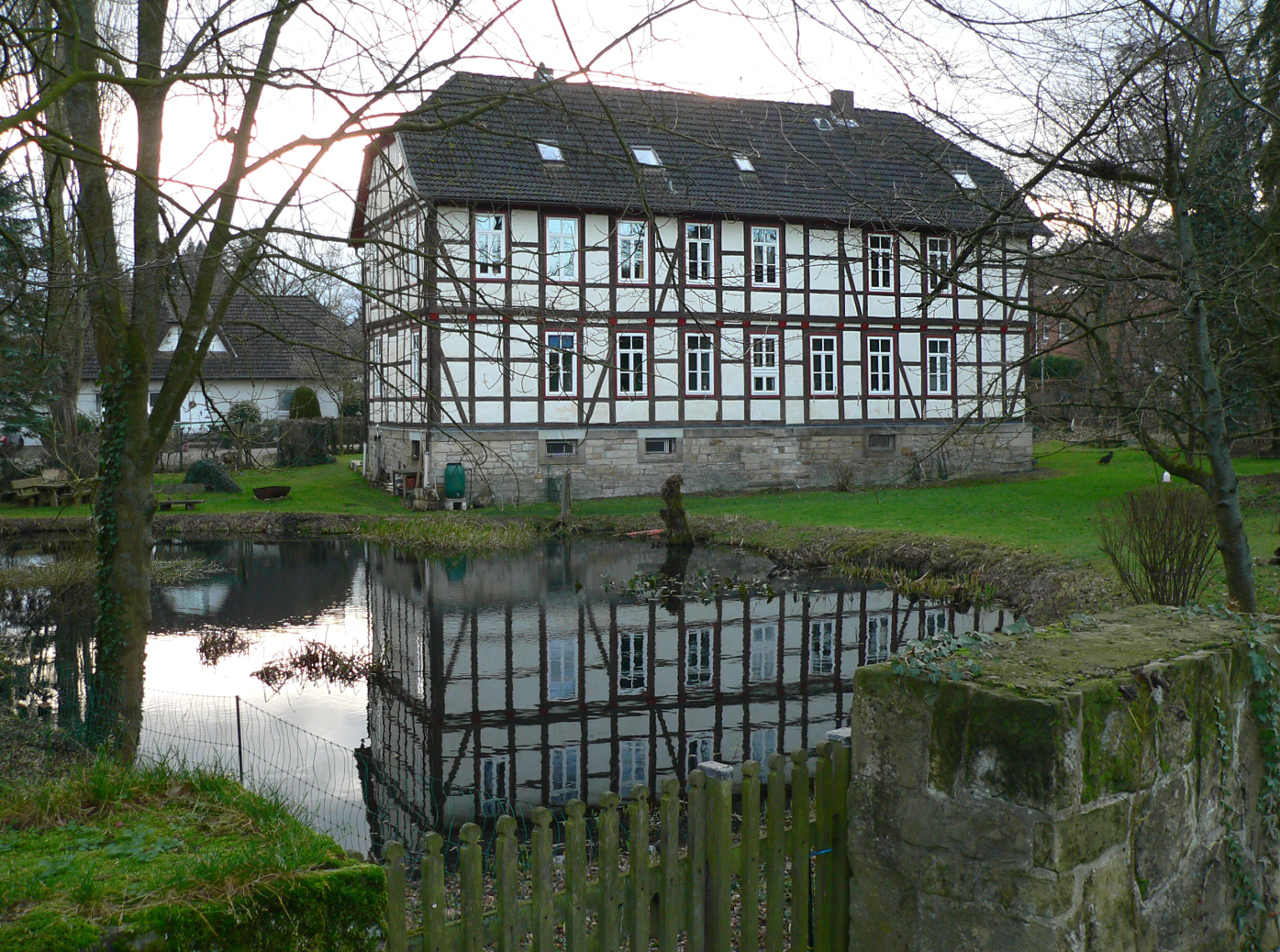
ベンテ領主館

### 建築
特別な保護文化財は以下のものがある。
- 1700年頃に建設されたベンテの礼拝堂
- ベンテ領主館
- 1855年に建設されたベンテのジーベントラッペンミューレ
- エンペルデの礼拝堂
- ベッテンゼン騎士館
- オスター礼拝堂（リンデルテ）
- ロネンベルクのミヒャエリス教会。価値の高い教会調度品を備えた12世紀に建設されたロマネスク様式のバシリカ。
- ロネンベルクで1846年から使われたユダヤ人墓地
- ロネンベルク郷土博物館
- フェリーの火災監視塔
- ヴェーツェンの17世紀の木組みの礼拝堂
- ヴェーツェンのカリ鉱山の管理棟と所有者の邸宅

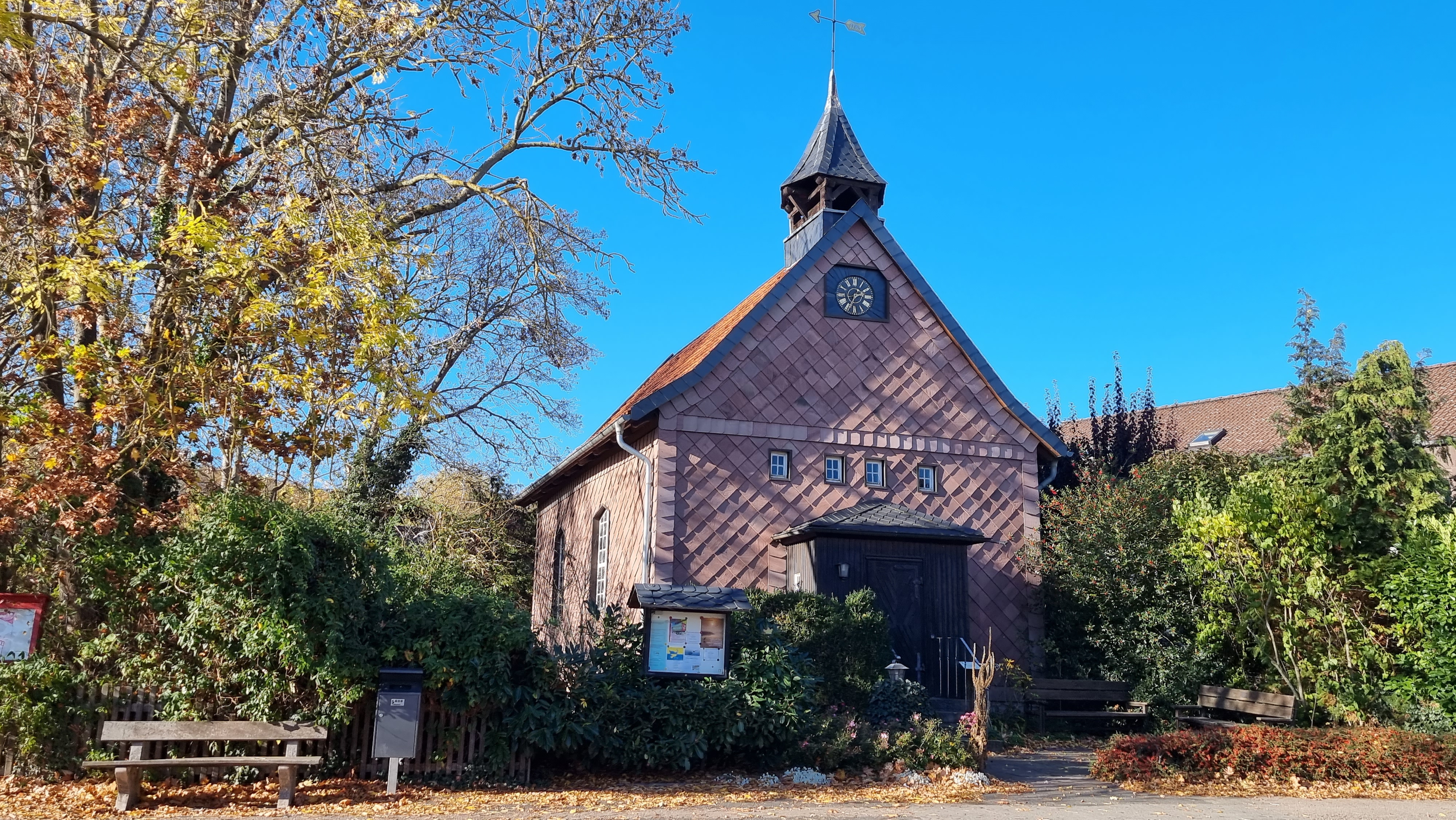
ベンテの礼拝堂
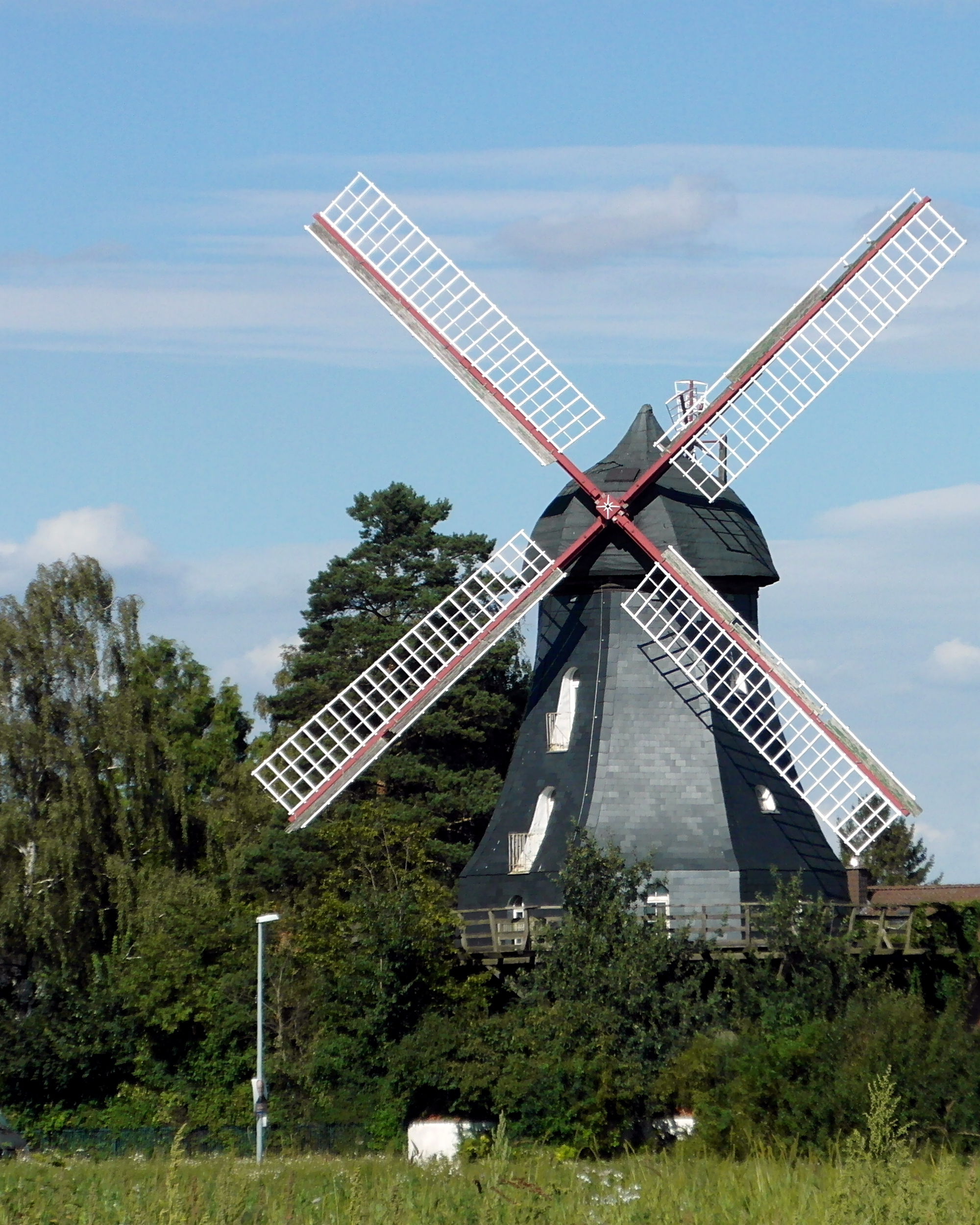
ジーベントラッペンミューレ
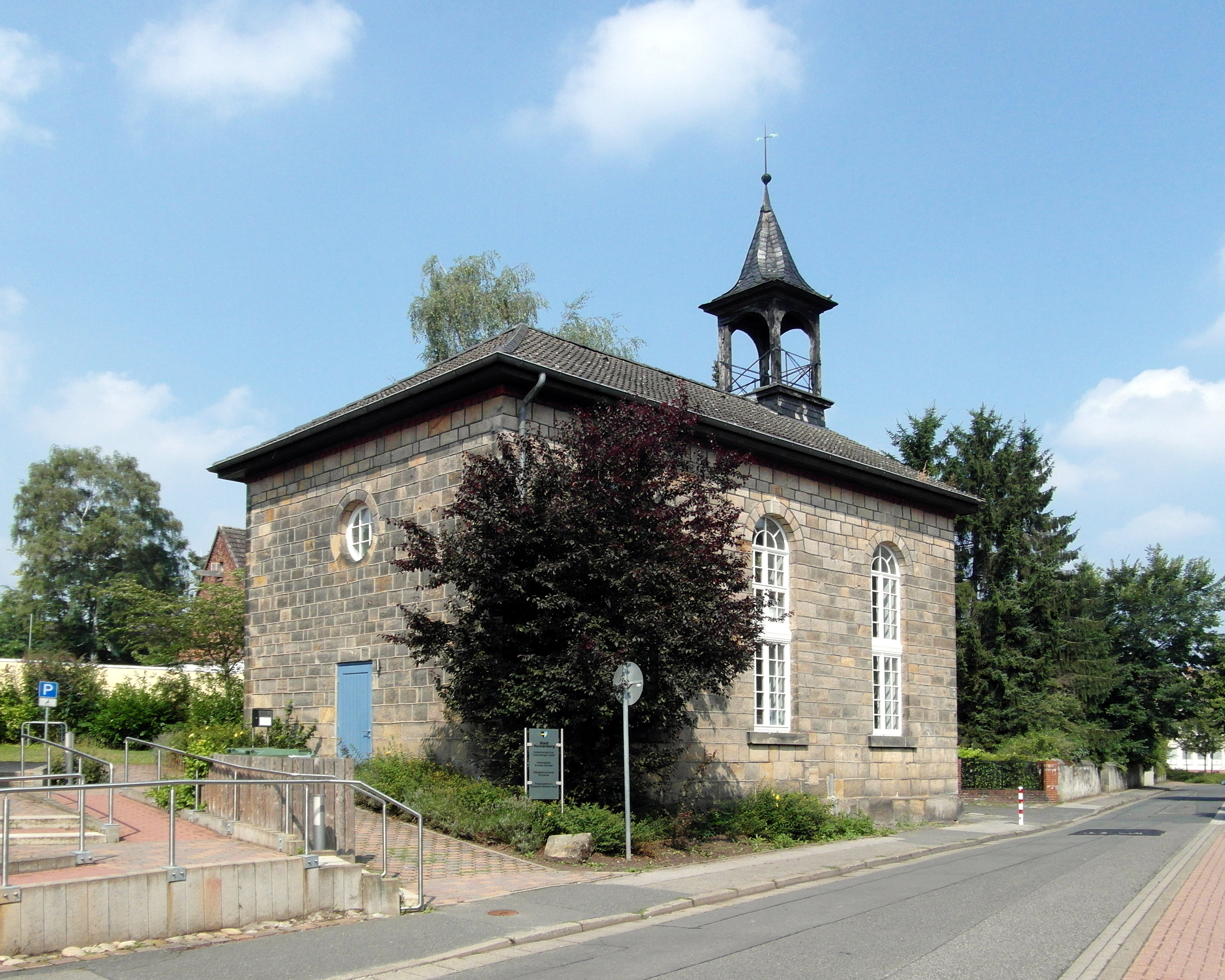
エンペルデの礼拝堂
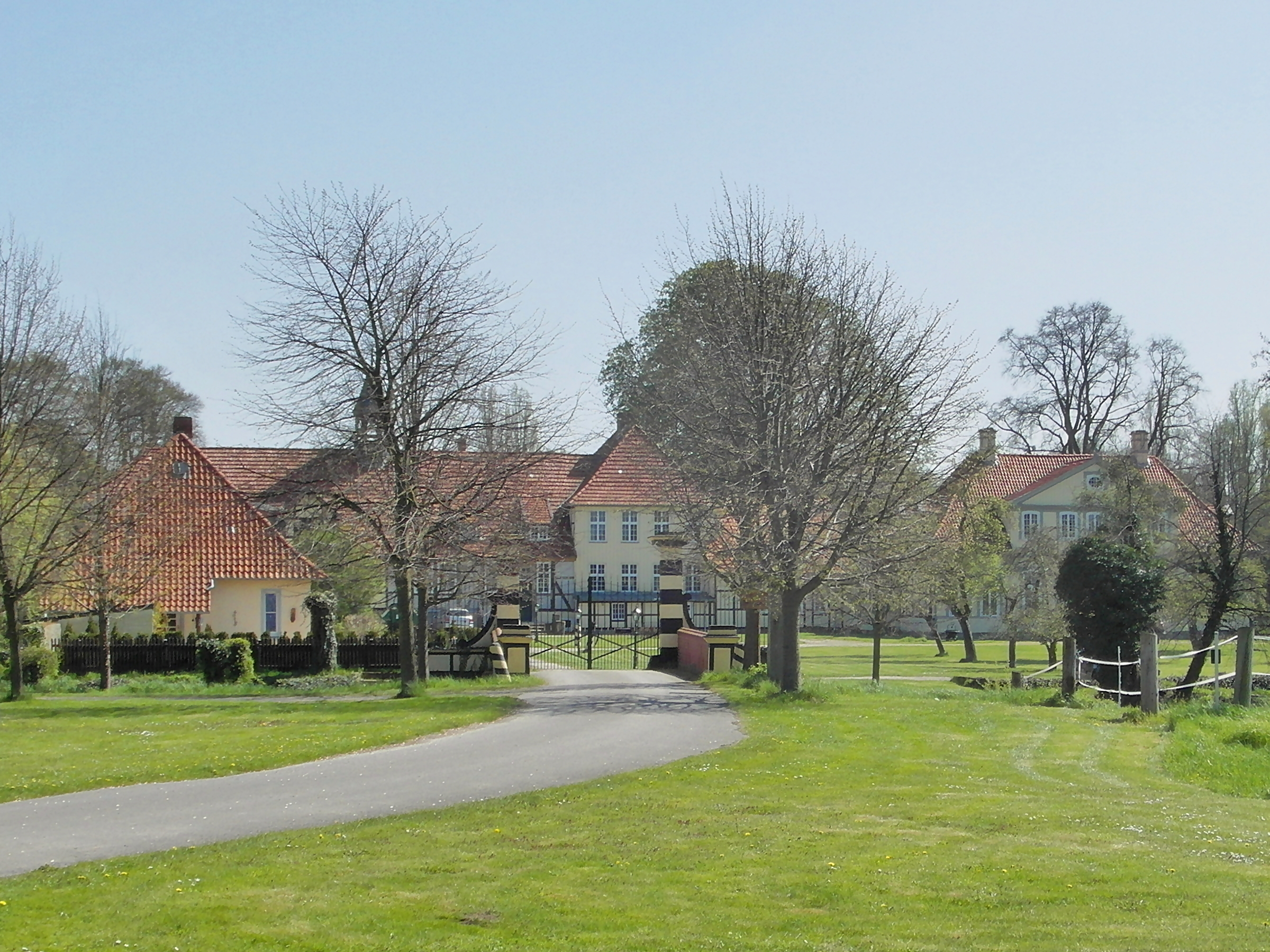
ベッテンゼン騎士館
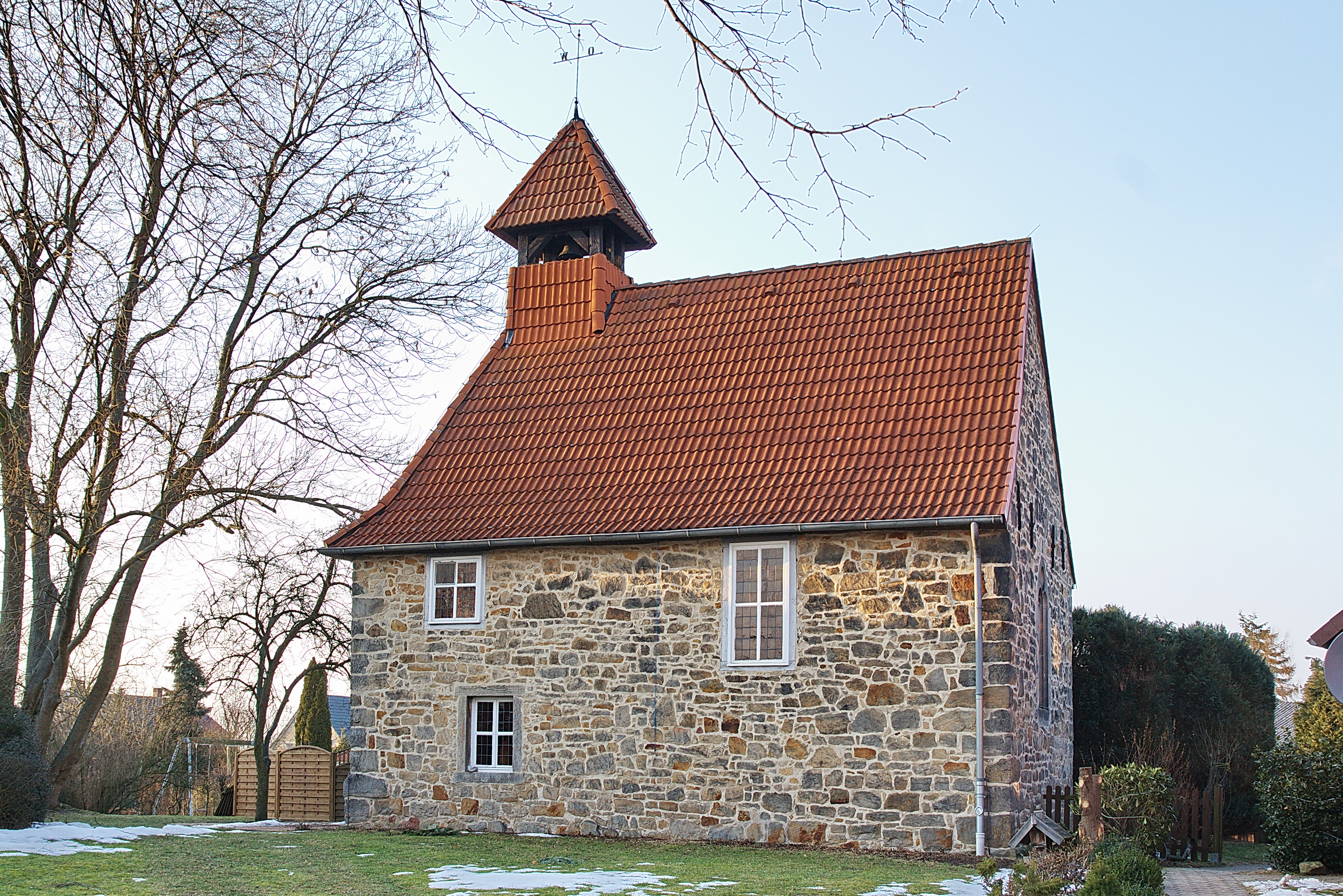
オスター礼拝堂
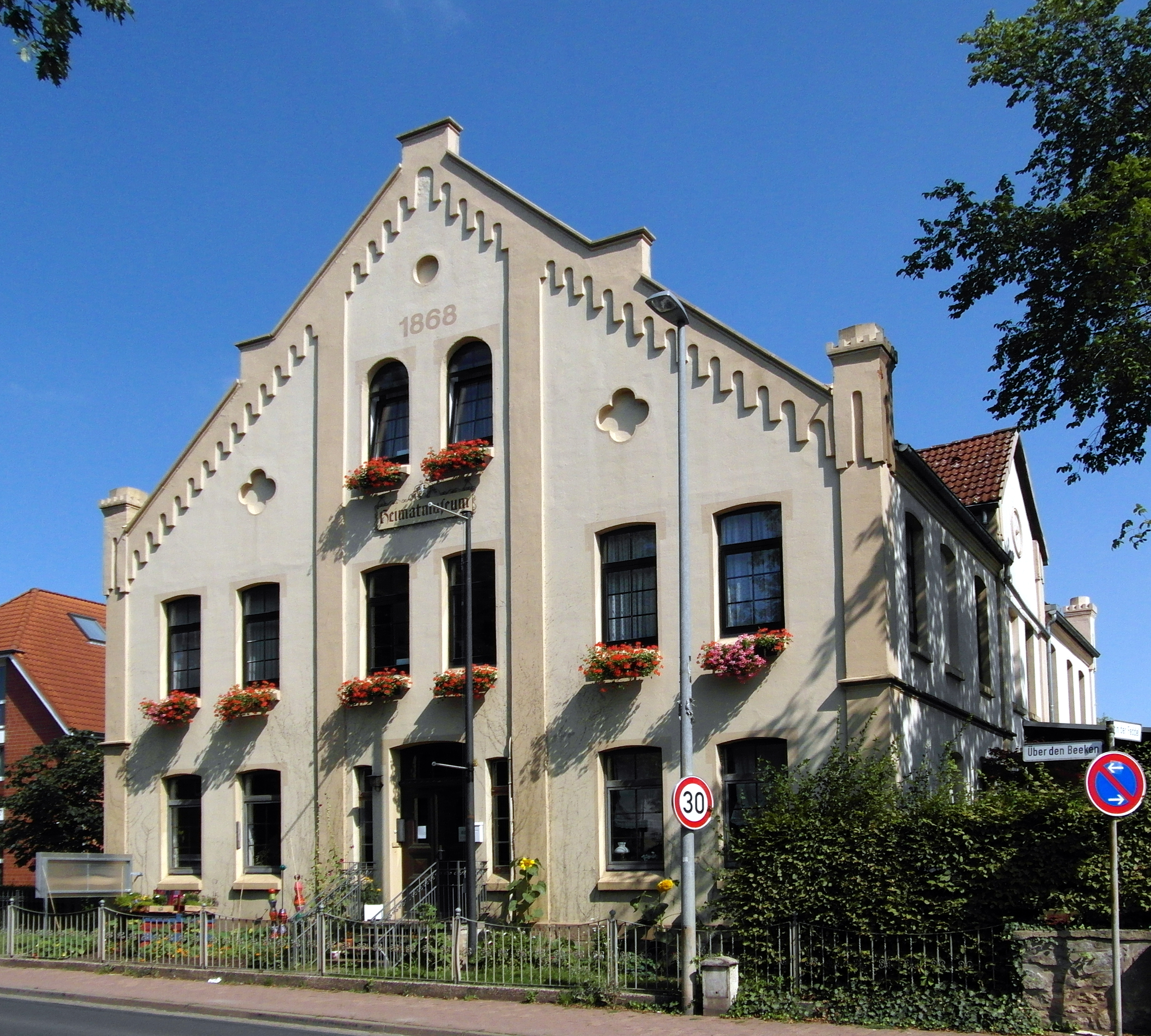
ロネンベルク郷土博物館
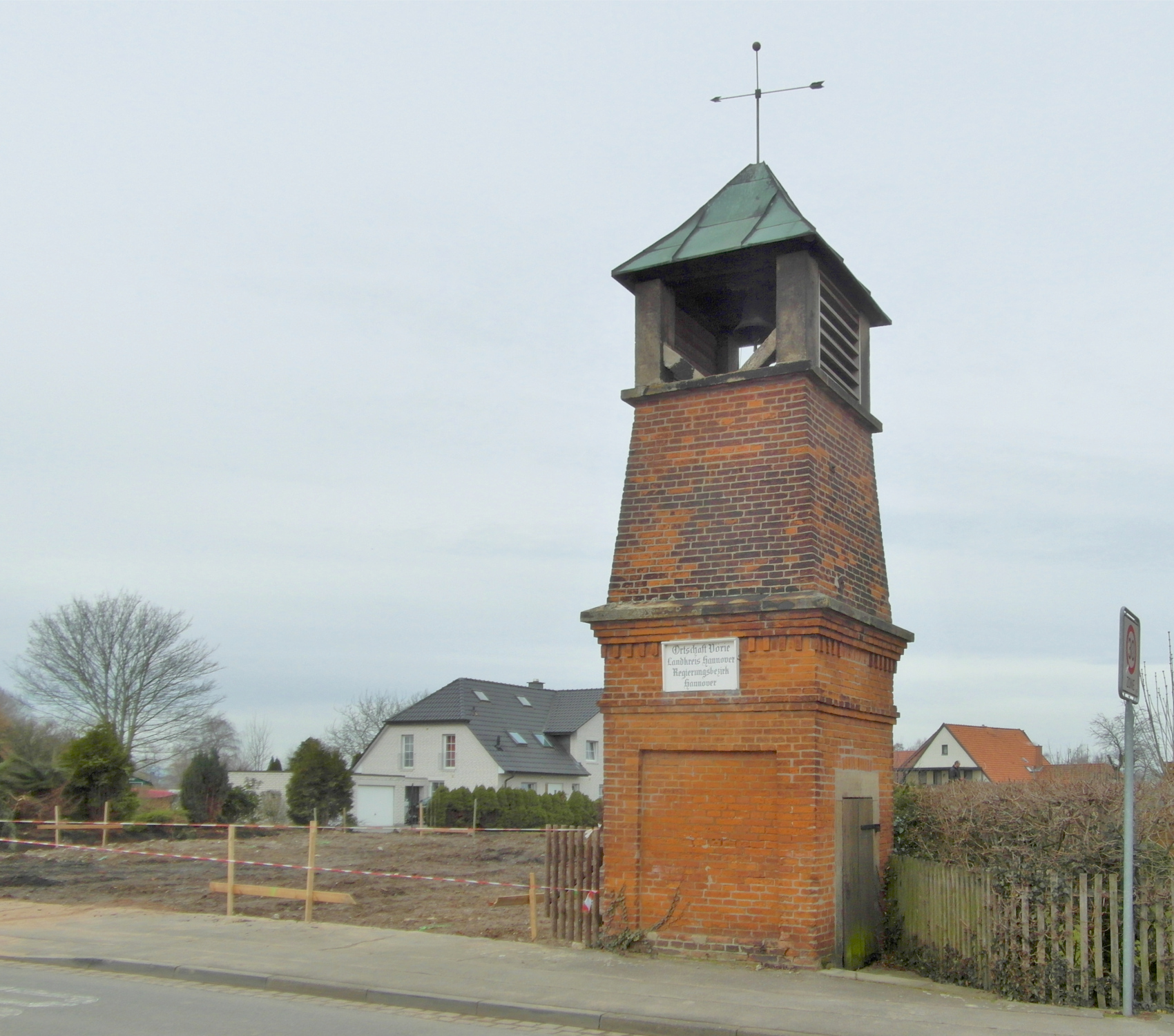
フェリーの火災監視塔
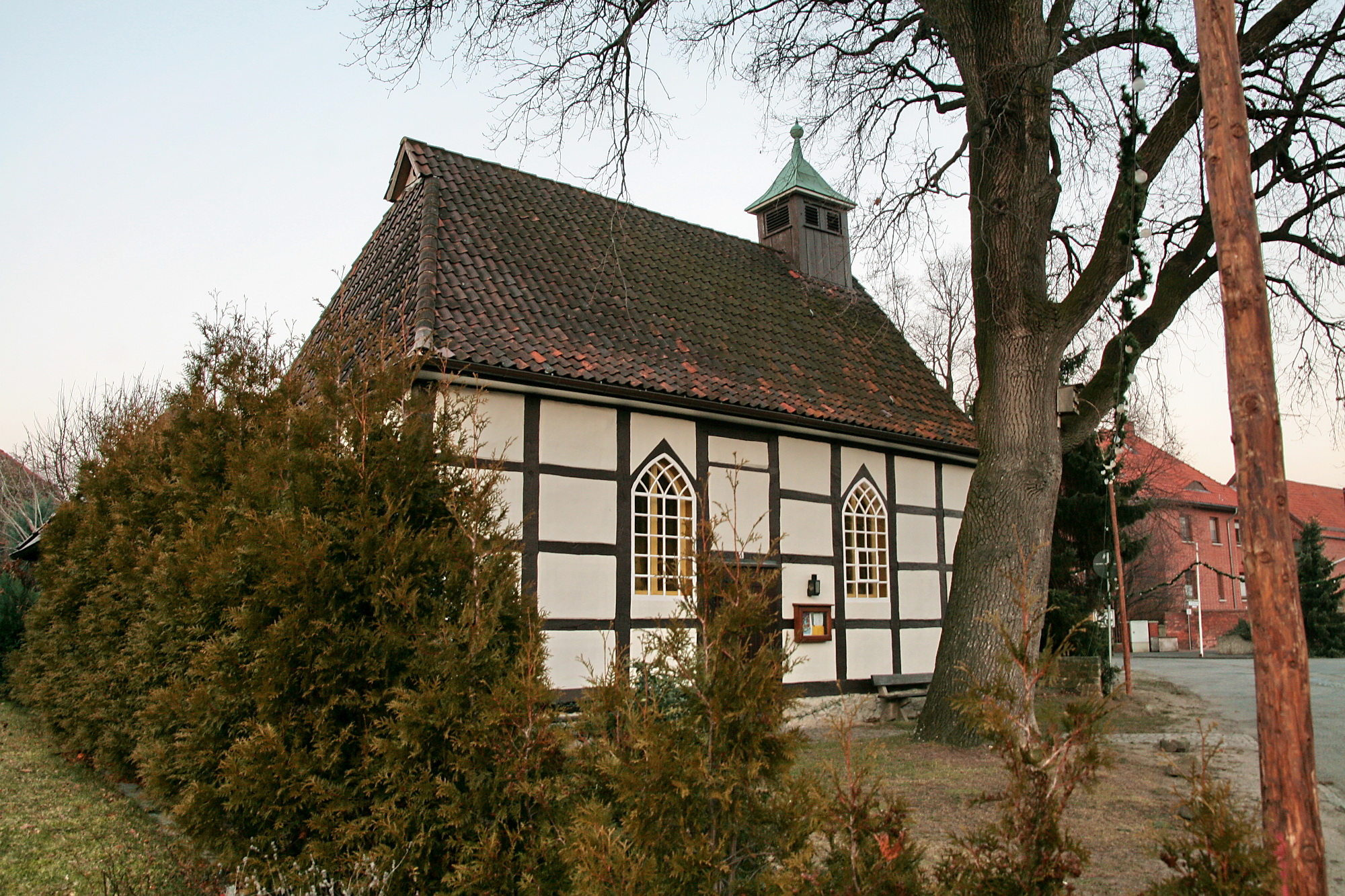
ヴェーツェンの礼拝堂
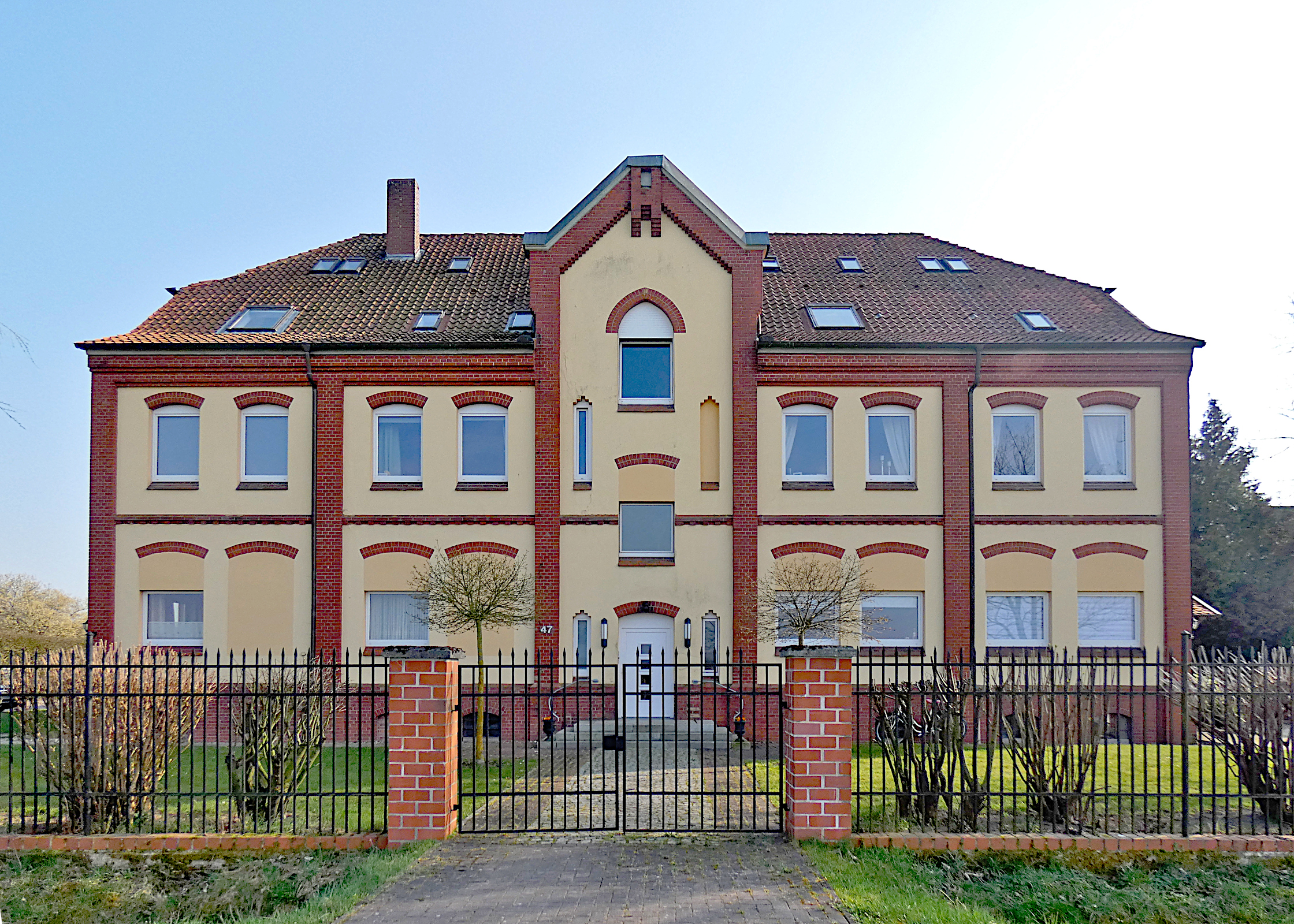
ヴェーツェン、「ドイチュラント」坑の管理棟
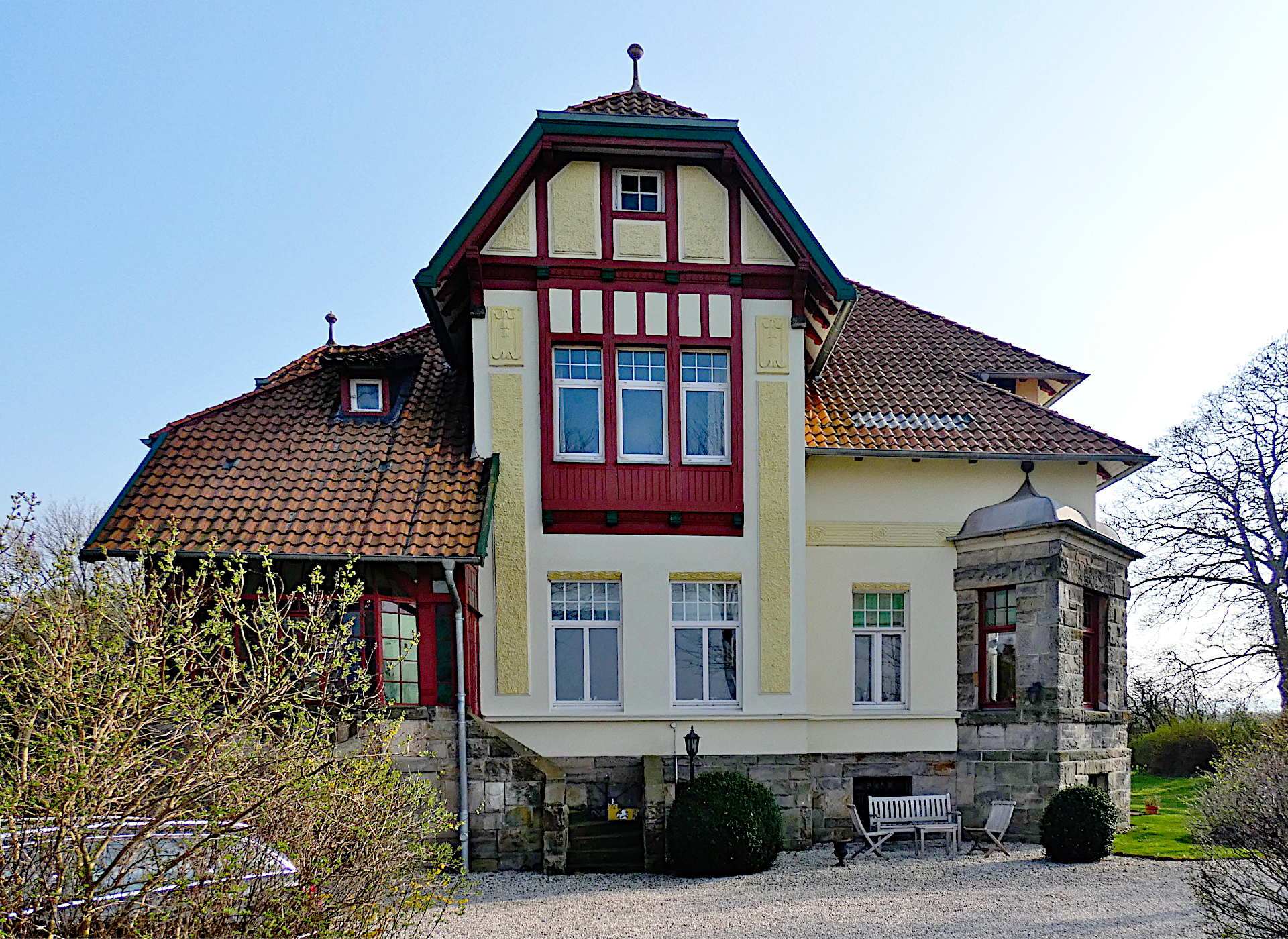
ヴェーツェン、「ドイチュラント」坑の所有者邸

### 記憶活動

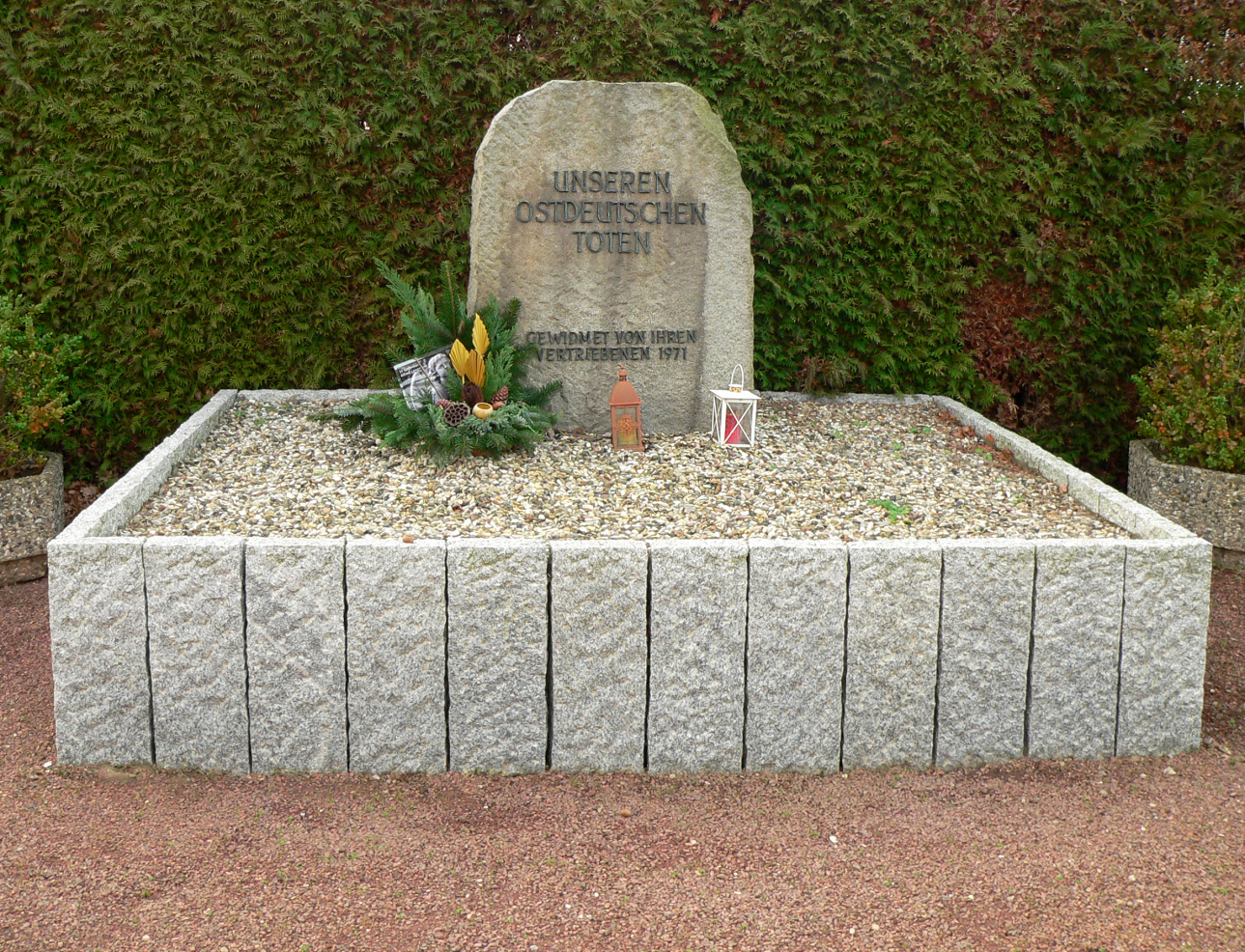
ヴェーツェンの被追放者記念碑

ロネンベルクは、国家社会主義者の過去を見つめ直すことに着目した「ハノーファー広域連合の中で記憶文化が最初に興った自治体の1つ」である。
強制労働に就かされた25人のソヴィエト人戦争捕虜とポーランド市民を記念して、市は1983年にヴェーツェンの墓地に記念碑を建立した。また、1988年にドイツ戦争墓地維持管理国民連合と共同でエンペルデのヘーケン通りの墓地に、1939年-1945年の戦闘と恐怖政治の犠牲となった35人の悔悟碑を建立した。さらに1998年には戸籍役場の建物に記念プレートを掲げた。ここには、ユダヤ人がロネンベルクから追放されるまでロネンベルク・シナゴーグ組織のシナゴーグ（礼拝所）があった。市は、1999年にユダヤ人教会ニーダーザクセン州連合とユダヤ人墓地の管理を引き継ぐことに同意した。2005年、ロネンベルク市区に3基の「躓きの石」が設置された。2008年に市は、ロネンベルクのホロコーストを生き延びたフリッツ G. コーエン教授（シカゴ）に名誉市民号を贈呈した。市は、殺害されたり、かつてのロネンベルクから追放されたりしたユダヤ人を追悼するホロコースト悔悟碑を2013年に建立した。
ロネンベルクの住民たちは、2013年に市と共同でユダヤ人に関する移動展覧会を開催した。ロネンベルク記憶活動推進協会 (FER) は、定期的にユダヤに関する文化イベントやロネンベルクのユダヤ・ツアーを開催している。2019年にはその主導により、住民からの寄付によって資金をまかない、22基の「躓きの石」が設置された。

### クラブ・団体
- 最も古いクラブは、ゲザングフェライン・コンコルディア・フォン 1859 ロネンベルク（歌唱クラブ）である。
- ロネンベルクの都市の歴史作業サークル (AKRS) は、市文書館の設立に努め、歴史展示に取り組んでいる。
- ニーダーザクセン郷土連合のロネンベルク地区グループ（1928年）
- ロネンベルクの射撃協会: フォアゲンガーフェライン SG ロネンベルク 51（1951年）とシュッツェンギルデ・ロネンベルク（1954年）から結成された。
- シュッツェンギルデ・エンペルデ（1925年）、その伝統は19世紀にまで遡る。
- ファンファーレ隊 1. ニーダーザクセン・ショー、ファンファーレ、バトン隊シュタット・ロネンベルク（1971年）
- 作業共同体ロネンベルク・スポーツ協会。中でも SG 05 ロネンベルク、VSV ベンテ（1910年）、SV ヴェーツェン（1911年）が最も古参のクラブである。
- Stafero e.V.（2005年）はシュタットフェスト・ロネンベルク（市祭）の運営を行う。シュタットフェストは6月の第3週末にミヒャエリス教会周辺で開催される。
- ロネンベルク記憶活動推進協会 (FER) e.V.（2014年）は、ロネンベルクから追放されたユダヤ人とその子孫およびロネンベルクでの強制労働者（1940年-1945年）のケアを行っている。

## 関連図書
- Carl-Hans Hauptmeyer; Annette von Boetticher; Martin Stöber. Stadt Ronnenberg. ed. Ronnenberg im Calenberger Land. Siedlungsentwicklung vom Mittelalter bis in die Neuzeit. Schriften zur Stadtentwicklung, Band 1
- Klaus-Dieter Twele (2010-11). Stadt Ronnenberg. ed. "1.000 Jahre Kirche in Ronnenberg". Kirchengeschichte aus dem Blickwinkel einer Stadt und ihrer Ortsteile. Schriften zur Stadtentwicklung, Band 3
- Peter Hertel (2012-01). Stadt Ronnenberg. ed. Die Juden von Ronnenberg, Teil 1: 1700–1933. Schriften zur Stadtentwicklung, Band 4
- Peter Hertel. Stadt Ronnenberg. ed. Schriften zur Stadtentwicklung, Band 5
- Annette v. Boetticher; Martin Stöber (2004). Runibergun 532: Zur Frage des Alters der Ortsteile der Stadt Ronnenberg/Region Hannover. Hannover: Niedersächsisches Institut für Historische Regionalforschung e. V.
- Annette v. Boetticher et al. Quellenüberlieferung zur Schlacht zwischen Franken und Thüringern im Jahre 531 (bei Ronnenberg?)
- Annette von Boetticher et al (2018). Stadt Ronnenberg. ed. Ronnenberg in historischen Karten – Begleitband zur Ausstellung. Mit einer Bibliographie zur Geschichte der Stadt Ronnenberg und ihrer Ortsteile. Hannover
- Förderverein Erinnerungsarbeit Ronnenberg (2019). Stolpersteine in Ronnenberg. Ronnenberg
- Peter Hertel; Christiane Buddenberg-Hertel (2022). Förderverein Erinnerungsarbeit Ronnenberg. ed. 180 Years of Jewish Life in Ronnenberg - Bebilderte Übersicht zum Festjahr "1700 Jahre jüdisches Leben in Deutschland". Ronnenberg
- Peter Hertel (2019). Förderverein Erinnerungsarbeit Ronnenberg. ed. Verwehende Spuren – Die Befreiung Weetzens und seiner Zwangsarbeiter. Ronnenberg
- Peter Hertel; Christiane Buddenberg-Hertel (2016). Region Hannover. ed. Die Juden von Ronnenberg – Eine Stadt stellt sich ihrer Vergangenheit. Schriftenreihe der Gedenkstätte Ahlem. Hannover. ISBN 978-3-7752-4903-4
- Peter Hertel et al, ed (2010). Ronnenberg. Sieben Traditionen – Eine Stadt. Ronnenberg. ISBN 978-3-00-030253-4
- Hans-Eberhard Lohmann; Paul Hirsch (1935). “Die Sachsengeschichte des Widukind von Korvei”. MGH SS rer. Germ. 60 2023年1月3日閲覧。.
- Karl-Fr. Seemann (2012). Heimatbund Ronnenberg. ed. Alt-Ronnenberg Tradition-Würde-Identität（A.v.Boetticher/M.Stöber "Runibergun 532", Hannover 2004 のレビュー）
- Karl-Fr. Seemann (2017). Heimatbund Ronnenberg. ed. Abriss aus der 2000=jährigen Geschichte des Dorfes Ronnenberg – Eine Quellen und Materialsammlung des heute namengebenden Stadtteiles Ronnenberg in chronologischer Reihenfolge
- Karl-Fr. Seemann (2016). Heimatbund Ronnenberg. ed. Archäologische Denkmäler Ronnenbergs – Vom Schicksal jahrzehntelang verschollener Schriftstücke, die den Nachweis archäologischen Altmaterials aus dem letzten Jh. dokumentieren
- Karl-Fr. Seemann (2017). Heimatbund Ronnenberg. ed. : Das Ronnenberger Schulzentrum – Geschichte einer 475jährigen Schultradition auf dem Kirchenhügel